# Ečer
Ečer je selo u Peštanskoj županiji, blizu Budimpešte.

## Zemljopisni položaj
Atraktivno selo Ečer smješteno je južnoistočno od mađarskog glavnog grada Budimpešte, blizu međunarodne zračne luke Ferihegy i autoceste M0. Dobru prometnu povezanost sela upotpunjuje i blizina željezničkih tračnica - linija 120a (Budapest-Újszász-Szolnok). Graniči s naseljima Maglód, Vecsés, Đumra (mađ. Gyömrő) i Vulov (mađ. Üllő).  Stanovništvo većim dijelom čini slovačka manjina [nedostaje izvor]u Mađarskoj,  ter imade i alternativno ime - Ečer.

## Povijest
Prve pisane tragove o selu vezujemo za 15. prosinca 1315., iako selo postoji od 896.,  kada Mađari (Madžari) stižu u svoju novu domovinu. Kako nam kazuju legende, ime selu je dao Veliki princ Árpád, mađarski vladar. Kad je prolazio današnjim ozemljem Ečera pitao je mještane za ime sela, dočim mu nitko nije znao odgovoriti. Tada im je rekao: Nazovite ga Hrast (mađ. cser).
Tijekom osmanske vlasti selo je zamrlo, posebice nakon bitke kod Budima (dijelom današnje Budimpešte). 
Oživjelo je u prvim desetljećima osamnaestog stoljeća, nakon Rákócijevog osloboditeljskog rata. Prvi povratnici u selo bili su vojnici iz Ečera, njih jedanaest. Vlasnik sela, grof Antal Grassalkovich, otprilike u istom razdoblju na svoj posjed dovodi Slovake, odnosno, 1737. utemeljiva župu.

## Zanimljivosti
- od starijih spomenika, u selu je rimokatolička crkva iz 1740., posvećena sv. Anti Padovanskom.
- selo je glasovito i po izvrsnoj folklornoj skupini, koja izvodi ples “Svadba u Ečeru” (Ecseri lakodalmas)

Pobrojane znamenitosti, uz dakako nezaobilazni hrast, ukorporirane su i u seoski grb.